# باتريسيا سوان
باتريسيا سوان (بالإنجليزية: Patricia Swan)‏ هي مهندسة معمارية أمريكية، ولدت في 21 أبريل 1924 في مالدن في الولايات المتحدة، وتوفيت في 23 يناير 2012.